# Lubartów (gmina)
Pour les articles homonymes, voir Lubartów (homonymie).
Lubartów est une gmina rurale (gmina wiejska) de la powiat de Lubartów, dans la Voïvodie de Lublin, dans l'est de la Pologne.
Son siège administratif (chef-lieu) est la ville de Lubartów, bien qu'elle ne fasse pas partie du territoire de la gmina.
La gmina couvre une superficie de 158,94 km2 pour une population de 10 950 habitants en 2011.

## Histoire
De 1975 à 1998, la gmina est attachée administrativement à l'ancienne Voïvodie de Lublin.

Depuis 1999, elle fait partie de la nouvelle voïvodie de Lublin.

## Géographie
La gmina inclut les villages (sołectwa) de:

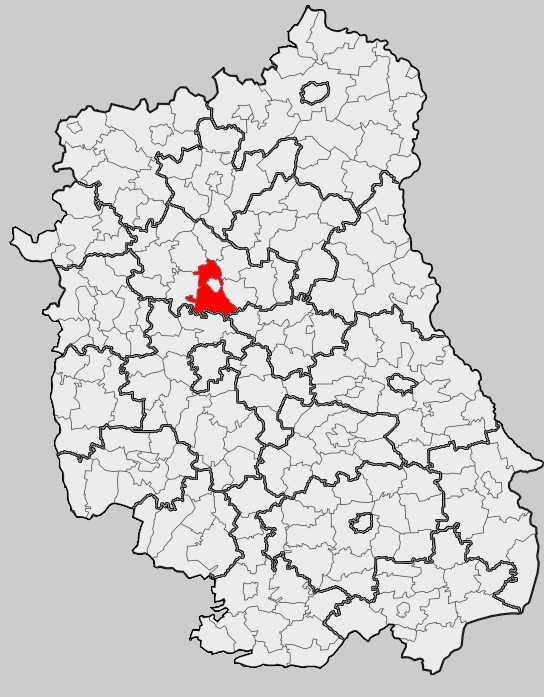
Position de la gmina dans la voïvodie

- Annobór
- Annobór-Kolonia
- Baranówka
- Brzeziny
- Chlewiska
- Lisów
- Łucka
- Łucka-Kolonia
- Majdan Kozłowiecki
- Mieczysławka
- Nowodwór
- Nowodwór-Piaski
- Rokitno
- Skrobów
- Skrobów-Kolonia
- Szczekarków
- Trójnia
- Trzciniec
- Wandzin
- Wincentów
- Wola Lisowska
- Wola Mieczysławska
- Wólka Rokicka
- Wólka Rokicka-Kolonia

### Gminy voisines
La gmina de Lubartów est voisine de:

la ville de :
- Lubartów

et les gminy de:
- Firlej
- Kamionka
- Niedźwiada
- Niemce
- Ostrówek
- Serniki
- Spiczyn

## Structure du terrain
D'après les données de 2002, la superficie de la commune de Lubartów est de 158,94 kilomètres carrés, répartis comme telle :
- terres agricoles : 57%
- forêts : 36%

La commune représente 12,32% de la superficie du powiat.

## Démographie
Données duu 30 juin 2004:
| Description        | Total  | Total | Femmes | Femmes | Hommes | Hommes |
| ------------------ | ------ | ----- | ------ | ------ | ------ | ------ |
| Unité              | Nombre | %     | Nombre | %      | Nombre | %      |
| Population         | 10 114 | 100   | 5 165  | 51,1   | 4 949  | 48,9   |
| Densité (hab./km²) | 63,6   | 63,6  | 32,5   | 32,5   | 31,1   | 31,1   |